# Frugivorisme (dieta)

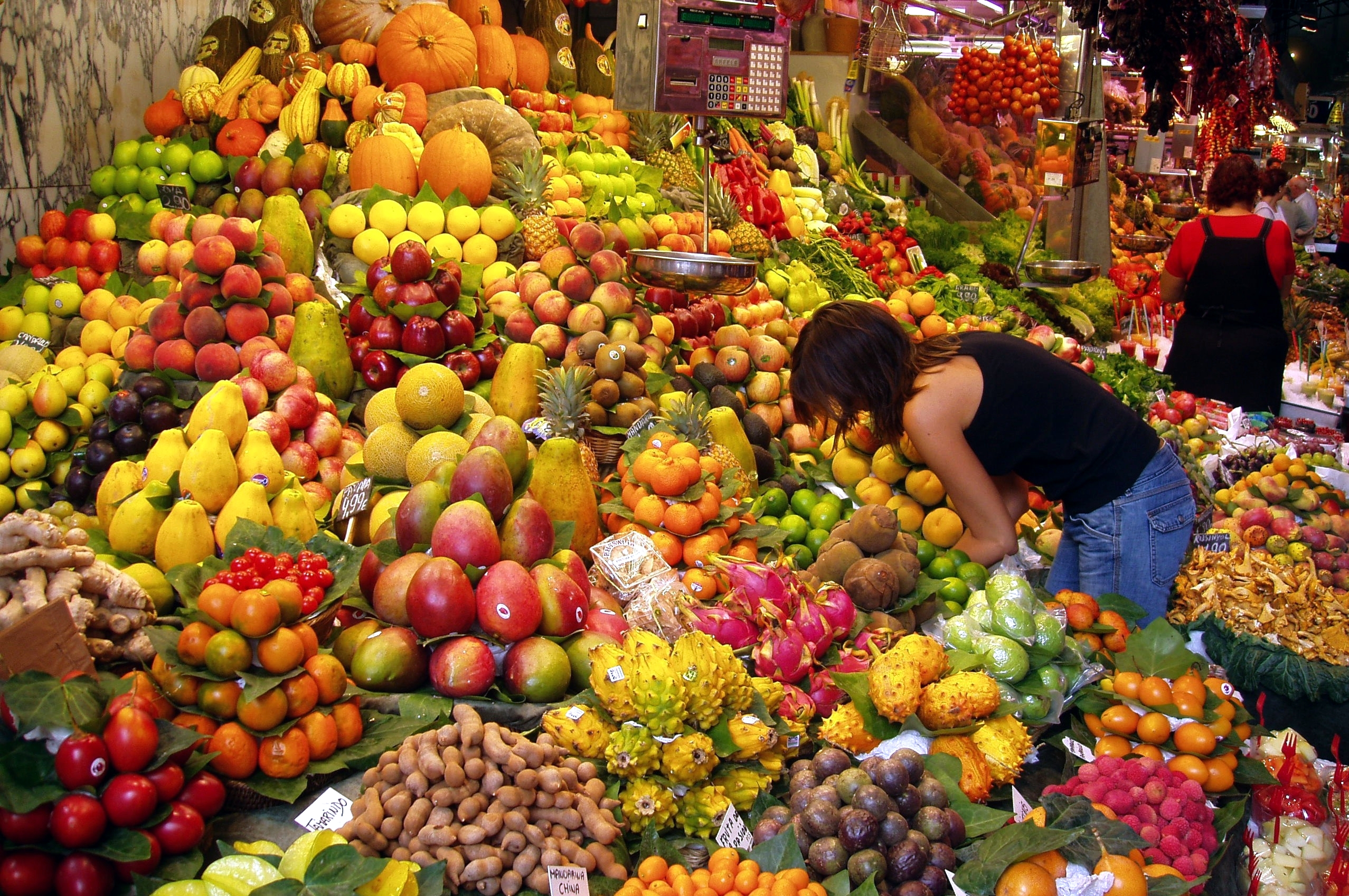
Una parada de fruites a Barcelona

El frugivorisme és un règim alimentari vegetarià el principi bàsic del qual és l'alimentació a base de fruites. Les definicions que els frugívors (o frutarians) donen de la fruita, varien, ja que alguns només consideren aliments adequats els fruits carnosos (pomes, taronges, etc.), mentre que d'altres inclouen també els fruits secs. Alguns de frugívors se'n consideren malgrat no seguir aquesta dieta de forma estricta.

## Motivació
Encara que els motius per portar una persona a basar la seva dieta en fruita poden ser variats, les raons més habituals dels qui practiquen aquesta dieta són:
- Les fruites contenen el germen de la vida i tots els sucres i nutrients necessaris, per la qual cosa són altament saludables
- L'home prehistòric era principalment recol·lector i consumidor de fruita
- En consumir només fruita, al contrari que amb altres formes de vegetarianisme, no es maten plantes en el consum humà

## Crítiques
La principal crítica d'aquesta dieta és l'omissió de certes propietats alimentàries respecte a una dieta omnívora o una vegetariana completa. El frugivorisme no aporta vitamina B₁₂. Se sol dir que la menor presència de proteïnes en les fruites podria fer difícil la sustentació humana, derivant en casos d'hipoproteinemia.